# Pulungan
Pulungan is een bestuurslaag in het regentschap Sidoarjo van de provincie Oost-Java, Indonesië. Pulungan telt 2755 inwoners (volkstelling 2010).